# Live at Wembley '86
Live at Wembley '86 é o quarto álbum ao vivo da banda britânica de rock Queen. Lançado primeiramente em 1992, o álbum foi gravado em 12 de julho de 1986, durante a apresentação da banda no Estádio de Wembley, em Londres.
Na mesma época do lançamento do álbum, foi lançado um vídeo (VHS) contendo o mesmo show, só que este trazia menos músicas, sendo 21 no total. Em 2001 este mesmo vídeo foi trazido ao Brasil por uma editora, em formato DVD. Depois em 2003, o Queen lança oficialmente o show completo com 28 músicas, além de extras de bastidores e entrevistas, distribuídos num DVD duplo. Em 2011, novamente o show inteiro é relançado em DVD duplo, agora contando com o show inteiro do dia anterior (11 de julho de 1986) no disco 2.

## Faixas

### Disco 1
1. "One Vision" (Queen)- 5:50
2. "Tie Your Mother Down" (Brian May)- 3:52
3. "In the Lap of the Gods" (Freddie Mercury)- 2:44
4. "Seven Seas of Rhye" (Mercury)- 1:19
5. "Tear it Up" (May)- 2:12
6. "A Kind of Magic" (Roger Taylor)- 8:41
7. "Under Pressure" (Queen / David Bowie)- 3:41
8. "Another One Bites the Dust" (John Deacon)- 4:54
9. "Who Wants to Live Forever" (May)- 5:16
10. "I Want to Break Free" (Deacon)- 3:34
11. "Impromptu" (Queen)- 2:55
12. "Brighton Rock Solo" (May)- 9:11
13. "Now I'm Here" (May)- 6:19

### Disco 2
1. "Love of My Life" (Mercury)- 4:47
2. "Is This the World We Created?" (Mercury / May)- 2:59
3. "(You're So Square) Baby I Don't Care" (Jerry Leiber / Mike Stoller)- 1:34
4. "Hello Mary Lou (Goodbye Heart)" (Gene Pitney)- 1:24
5. "Tutti Frutti" (Cover from (Little Richard)- 3:23
6. "Gimmie Some Lovin'" (Steve Winwood / Spencer Davis / Muff Winwood)- 0:55
7. "Bohemian Rhapsody" (Mercury)- 5.50
8. "Hammer To Fall" (May)- 5:36
9. "Crazy Litle Thing Called Love" (Mercury)- 6:27
10. "Big Spender" (Dorothy Fields / Cy Coleman)- 1:07
11. "Radio Ga Ga" (Taylor)- 5:57
12. "We Will Rock You" (May)- 2:46
13. "Friends Will Be Friends" (Mercury / Deacon)- 2:08
14. "We Are The Champions" (Mercury)- 4:05
15. "God Save The Queen" (May)- 1:27